# Erika Bestenreiner
Erika Bestenreiner (* 1926 in Wien) ist eine österreichische historische Publizistin.

## Leben
Erika Bestenreiner studierte Germanistik und Romanistik. Nach ihrer Promotion arbeitete sie als freie Journalistin und Publizistin. Sie hat sich als Autorin historischer Biographien einen Namen gemacht, speziell zu Persönlichkeiten der großen europäischen Dynastien im 19. und 20. Jahrhundert, die in ihrem Stammverlag Piper erscheinen. Ihr besonderes Interesse gilt den Häusern Habsburg und Sachsen-Coburg-Gotha. Ihre Bücher verbinden wissenschaftliche Solidität mit ansprechender Darstellung und wurden unter anderem ins Französische, Italienische und Tschechische übersetzt. Erika Bestenreiner lebt in Grünwald bei München.

## Veröffentlichungen
- Luise von Toscana, München 2000, ISBN 3-492-23194-2.
- Sisi und ihre Geschwister, München 2002, ISBN 3-492-04392-5.
- Franz Ferdinand und Sophie von Hohenberg, München 2005, ISBN 3-492-24639-7.
- Charlotte von Mexiko, München 2007, ISBN 978-3-492-04681-7.
- Die Frauen aus dem Hause Coburg, München 2008, ISBN 978-3-492-04905-4 (alle auch als Taschenbuch).